# 雅高山地

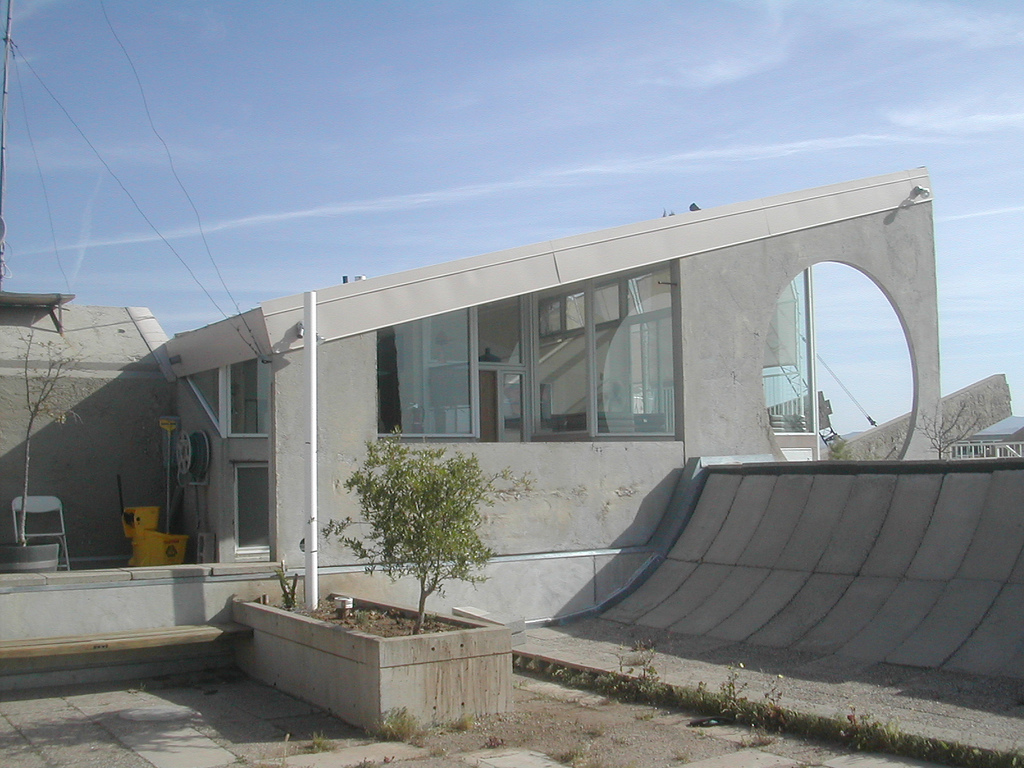
雅高山地一景

雅高山地（英語：Arcosanti），是一個在美國亞利桑那州的實驗城鎮，位於該州首都鳳凰城以北110公里，在海拔1130米的荒蕪之地興建。

## 設計概念
雅高山地的概念是建築師保罗·索莱里提倡的建筑生态学中建做出來的，被很多人視為是那個新建概念的實驗例子。蘇理利建做雅高山地的目的就是要示範人類可以在盡量減低環境損壞的大前提下改善自己的居住環境。
蘇理利對建築生態學作出過這種形容：
In nature, as an organism evolves it increases in complexity and it also becomes a more compact or miniaturized system. Similarly a city should function as a living system. Arcology, architecture and ecology as one integral process, is capable of demonstrating positive response to the many problems of urban civilization, population, pollution, energy and natural resource depletion, food scarcity and quality of life. Arcology recognizes the necessity of the radical reorganization of the sprawling urban landscape into dense, integrated, three-dimensional cities in order to support the complex activities that sustain human culture. The city is the necessary instrument for the evolution of humankind.

（漢譯：在大自然裡，一種生物在進化的同時，也會變得越來越複雜，也會開始轉變成為一個更緊密或者更微型化的系統。城市也是一樣，應該要好像一個生化系統般運作。建築生態學就是把建築學和生態學融合為一。它有能力顯示對付我們的現今市區文明種種問題－人口，污染，能源，天然資源耗竭，食物供應緊張和生活質素的正面辦法。建築生態學認知一種把延伸過大的都市根本地重組成為一個密集、聯合、和立體的城市，讓它們可以繼續擔當起維持人類文明的複雜活動。這個城市將會是人類進化的重要一環。）
雅高山地的網站對它們什麼實行建築生態學作出這個回應：
The built and the living interact as organs would in a highly evolved being.  Many systems work together, with efficient circulation of people and resources, multi-use buildings, and solar orientation for lighting, heating and cooling

（漢譯：已興建的建築物和在那裡居住的人就好像一個進化程度很深的生物內的器官一樣般交流。有很多系統一起運作，再加上有效的資源和人類流通，和利用太陽能驅動冷凍，恆溫，和發光。）

## 設計

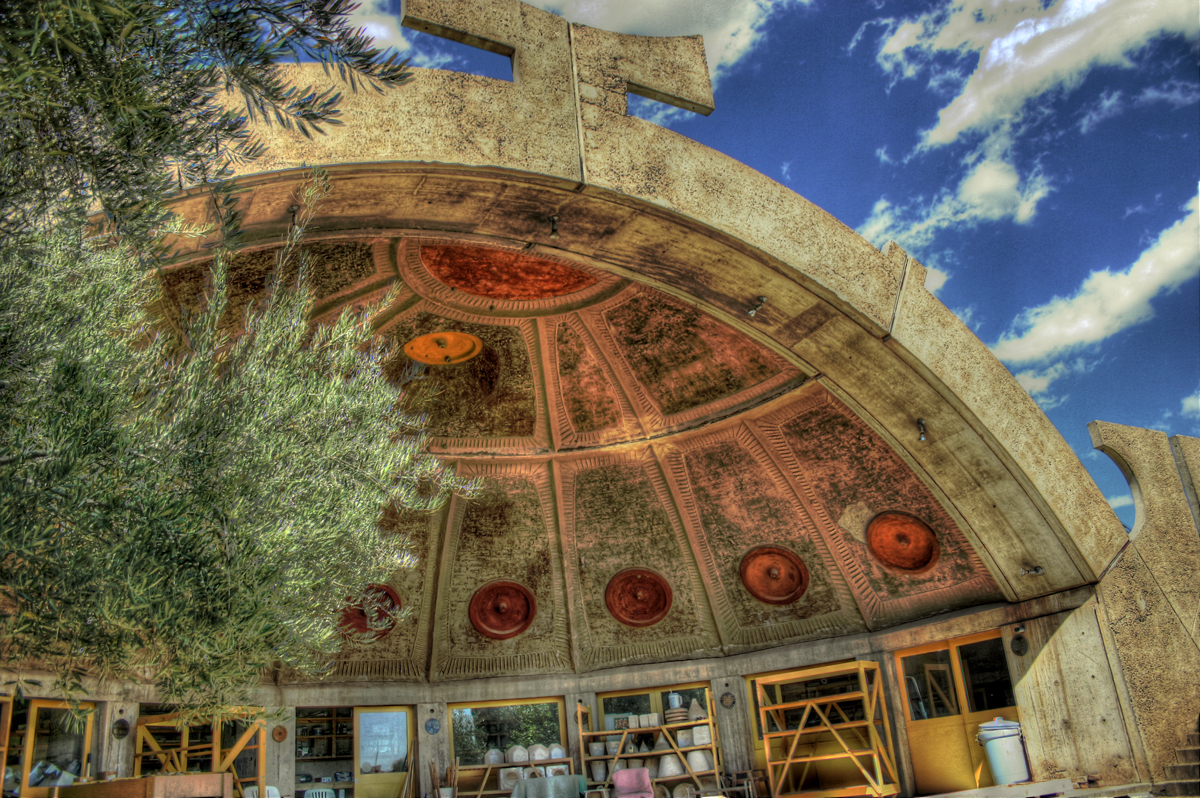
拱頂

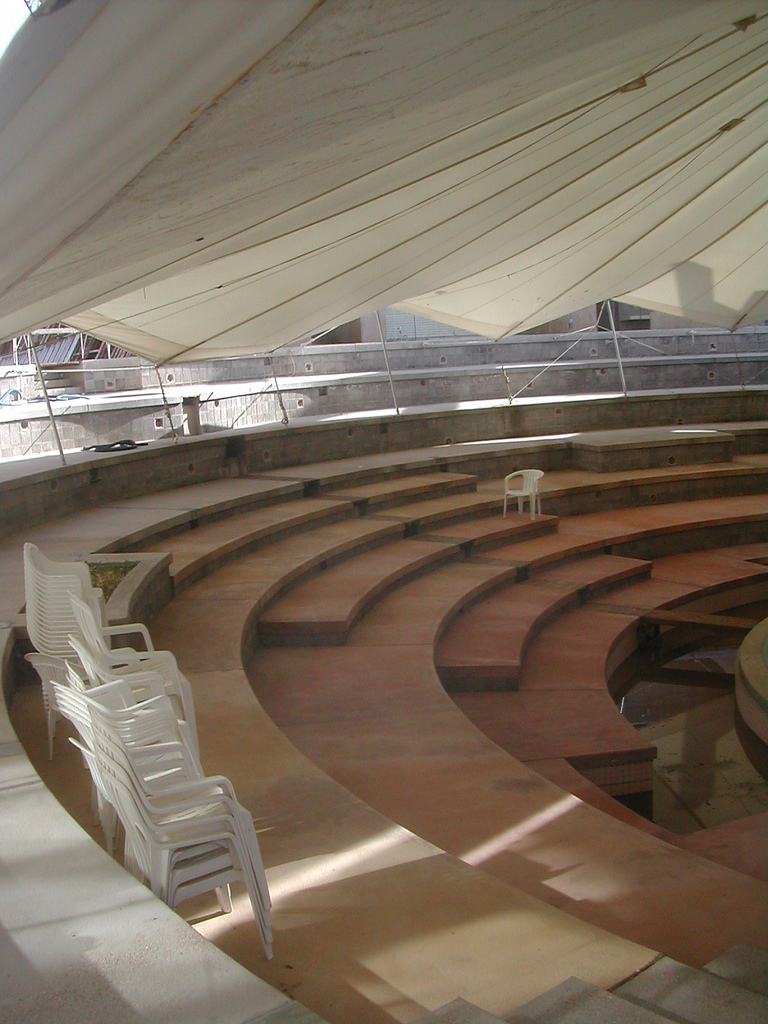
公寓內的戲院

雅高山地的總面積是0.1平方公里，作用就是讓居民可以多與四周的大自然有更多接觸。自雅高山地開始興建時，計劃的藍圖已經過多次收改。長遠地，雅高山地希望可以容立3千至5千人。現在，雅高山地的人口是70至120人。

### 特色
雅高山地的設計能夠容許所有居民都可以輕而易舉地到訪其它民居，商店，創作室，生產地方，空曠地方，和其他的教育或者文娛活動。雖然所有地方都比普通的城市比較開放，但是設計沒有減低每個居民的個人私隱權。雅高山地的設計也包括了比較多的溫室作公共（或者私人）地方，和在冬天用作為恆溫之用。
在建築方面，雅高山地用了很多水泥板來興建建築物。那些水泥板就在當地出產，在當地開掘的定型床定型。定型時，水泥板吸收了地上的顏色和特別班紋。這種建築辦法可以令到建築物更加容易和周邊的環境融合。

### 已經完成的建築
直至2008年，工程仍在進行。已完成施工的建築包括一棟四層高的訪客中心，用銅打造的半圓頂（用意是充份利用冬天時太陽的溫暖，和充份地遮擋夏天時太陽帶來的熱力），兩個大桶穹頂，一組包圍一個露天劇院的房屋，一個社區泳池，和兩套豪華房間（一套供給遊客過夜居住用）。

## 外部連結
- Official Arcosanti website
- Arcosanti alumni address book
- The Arcosanti Work Song (c)1972
- Andrea Sachs, "Arcosanti: A 'City' Grows Green in the Arizona Desert" （页面存档备份，存于）, Washington Post, April 20, 2008
- Chris Colin, "Sipping From a Utopian Well in the Desert" （页面存档备份，存于）, New York Times, September 16, 2007